# Typhodes aetherius
Typhodes aetherius es una especie de insecto coleóptero de la familia Chrysomelidae.
Fue descrita científicamente en 1984 por Samuelson.